# 博爾格多夫湖

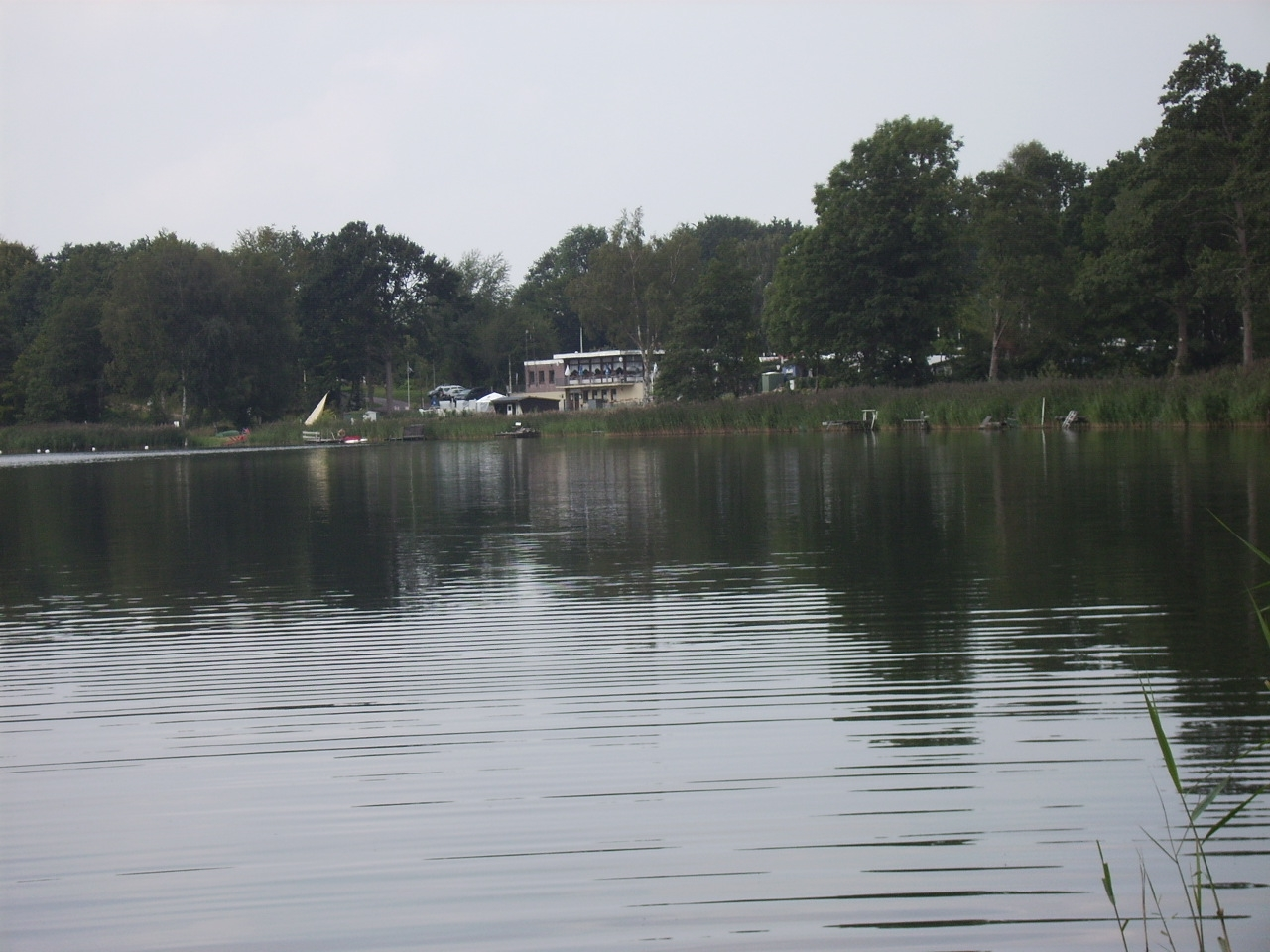

54°10′36″N 9°53′8″E / 54.17667°N 9.88556°E
博爾格多夫湖（德語：Borgdorfer See），是德國的湖泊，位於該國北部石勒蘇益格-荷爾斯泰因州，由倫茨堡-埃肯弗德縣負責管轄，面積0.49平方公里，海拔高度21米，平均水深2.9米，最大水深8.3米，水體容量140萬立方米，湖岸線長度3公里。